# Franco Fava

Franco Fava läuft bei den Europameisterschaften 1974 vor Michael Karst.

Francesco „Franco“ Fava (* 3. September 1952 in Roccasecca) ist ein ehemaliger italienischer Leichtathlet, der eine Bronzemedaille bei Mittelmeerspielen gewann.

## Sportliche Karriere
Der 1,72 Meter große Fava lief zunächst für Pol Atl. Cassino und dann für Fiamme Galli, die Sportabteilung der Guardia di Finanza. Bei italienischen Meisterschaften siegte er von 1972 bis 1975 im 3000-Meter-Hindernislauf und 1976 im 30-Kilometer-Straßenlauf.
Bei den Junioreneuropameisterschaften 1970 in Paris belegte Fava den neunten Platz über 2000 Meter Hindernis. Zwei Jahre später bei den Olympischen Spielen in München trat Fava über 3000 Meter Hindernis an und schied im Vorlauf in 8:35,0 Minuten aus. 1974 bei den Europameisterschaften in Rom lief Fava in neuem italienischen Landesrekord von 8:18,85 Minuten auf den vierten Platz mit einer Sekunde Rückstand auf den drittplatzierten Deutschen Michael Karst. Im August 1975 bei den Mittelmeerspielen in Algier siegte der Algerier Boualem Rahoui vor dem Spanier Antonio Campos und Franco Fava. Während zwischen Rahoui und Fava dreieinhalb Sekunden lagen, kam Fava über 13 Sekunden vor dem viertplatzierten Franzosen Jean-Paul Villain ins Ziel. Einen Monat später siegte Fava bei den Studentenweltmeisterschaften in Rom sowohl über 5000 Meter als auch über 10.000 Meter vor dem Rumänen Ilie Floroiu.
1976 bei den Olympischen Spielen in Montreal trat Fava zunächst im Vorlauf über 10.000 Meter an. In 28:24,80 Minuten verpasste er die Finalteilnahme um anderthalb Sekunden gegenüber Floroiu. Acht Tage später lief Fava auch den olympischen Marathon. In 2:14:24 Stunden wurde Fava Achter. Im Winter war Franco Fava regelmäßiger Teilnehmer an den Crosslauf-Weltmeisterschaften. Bei den Weltmeisterschaften 1977 in Düsseldorf belegte Fava den vierten Platz und erreichte die bis dahin beste Platzierung eines Italieners. Im Sommer 1977 bei der Universiade in Sofia gewann Fava die Silbermedaille über 10.000 Meter hinter Leonid Mossejew aus der Sowjetunion.
Insgesamt trat Fava bei 29 internationalen Meisterschaften oder Länderkämpfen im italienischen Nationaltrikot an. Später war er Journalist beim Corriere dello Sport. Von 1989 bis 1991 war er Pressemanager der IAAF.

## Bestzeiten
(Angaben laut World Athletics)
- 3000 Meter Hindernis: 8:18,85 Minuten am 7. September 1974 in Rom
- 5000 Meter: 13:21,98 Minuten am 5. Juli 1977 in Turku
- 10.000 Meter: 27:42,65 Minuten am 30. Juni 1977 in Helsinki
- Marathon: 2:12:54 Stunden am 25. April 1976 in Reggio Emilia